# Milen Radukanow
Milen Radukanow (ur. 12 grudnia 1972 w Widinie) – bułgarski piłkarz grający na pozycji obrońcy, oraz trener piłkarski.

## Kariera piłkarska
Jest wychowankiem Bdinu Widin, ale już w wieku dwudziestu lat został sprowadzony do CSKA Sofia. Trafił na słabszy okres w historii tego klubu, bo w czasie czteroletniego pobytu zdołał wywalczyć z nim tylko jedno trofeum: Puchar Bułgarii. Osiągnięcie to powtórzył także w czasie gry w Lewskim Sofia. Ponadto w czasie osiemnastoletniej kariery piłkarskiej występował m.in. w Spartaku Plewen, Lokomotiwie Sofia oraz klubach greckich i rumuńskich.
Jeden raz zagrał w reprezentacji Bułgarii. W towarzyskim spotkaniu z Algierią (0:0), 5 czerwca 1998, w 48 minucie zmienił na boisku Malina Oraczewa.

## Kariera szkoleniowa

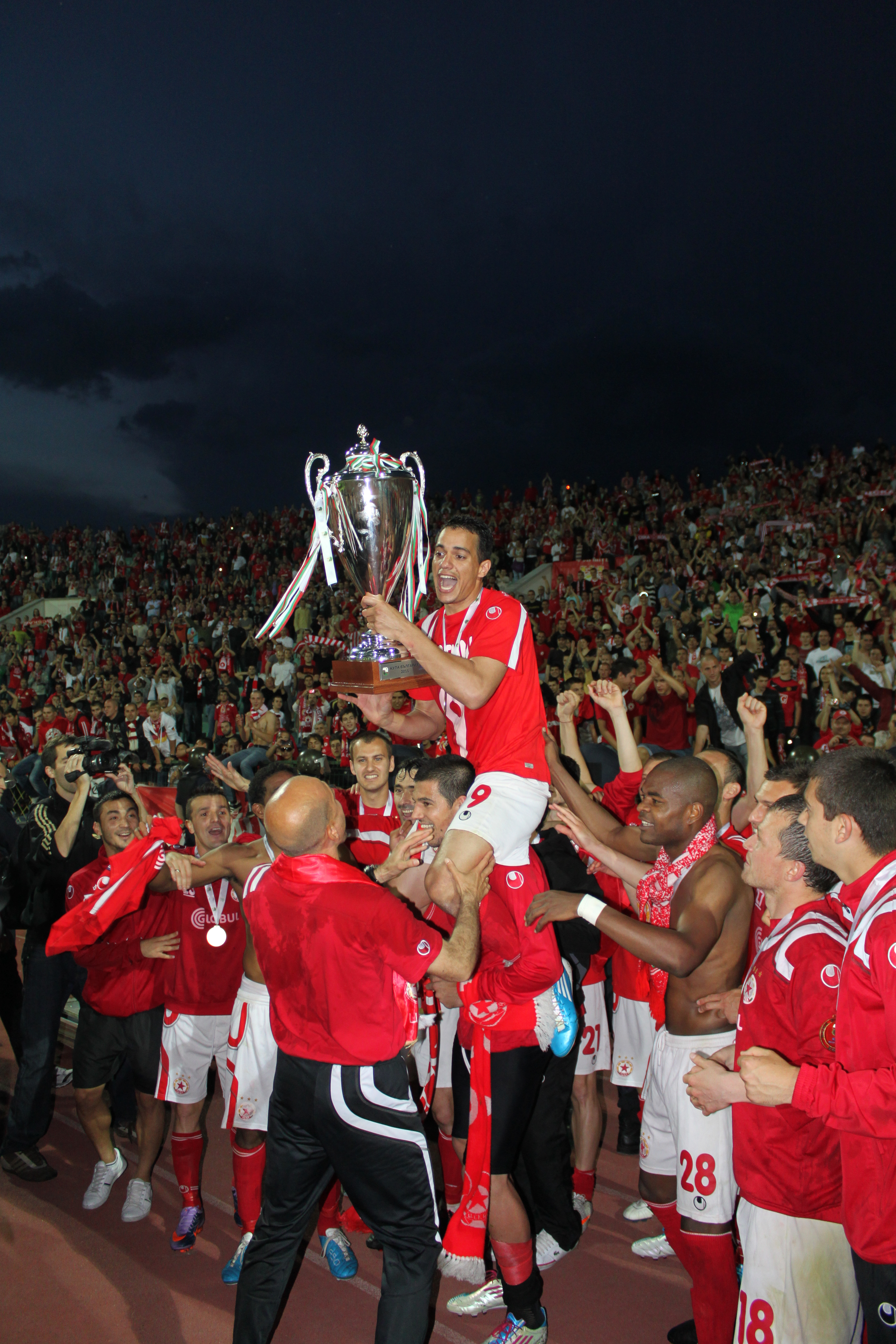
Piłkarze CSKA po zdobyciu Pucharu Bułgarii '11

### 2010–2011: CSKA Sofia
Działalność szkoleniową rozpoczął na początku 2010, rok po oficjalnym zakończeniu kariery piłkarskiej. Został zatrudniony w sztabie CSKA Sofia jako asystent pierwszego trenera. W ciągu kolejnych miesięcy współpracował z Ioanem Andone, Dimityrem Penewem, Pawłem Doczewem i Gjore Jowanowskim.
Po zwolnieniu tego ostatniego, w październiku 2010, otrzymał propozycję samodzielnego prowadzenia pierwszej drużyny. W pierwszym sezonie swojej pracy doprowadził CSKA do trzeciego miejsca w lidze oraz – pierwszego od pięciu lat – zwycięstwa w Pucharze Bułgarii. W finale tych rozgrywek jego podopieczni wygrali 1:0 ze Slawią Sofia.
Jednak już na początku kolejnego sezonu został zdymisjonowany; nie pomogły my dobre wyniki w lidze (7 zwycięstw ligowych w 9 meczach i pozycja wicelidera ligi). Według mediów jego odejścia oczekiwał Dimityr Penew, honorowy prezes klubu, który chciał zająć jego miejsce. Tak też się stało.

### od 2011: Botew Płowdiw
Radukanow szybko znalazł zatrudnienie w grającym w pierwszej lidze Botewie Płowdiw. Jego celem był awans z tym klubem do ekstraklasy.

## Sukcesy

### Jako zawodnik
- CSKA Sofia
  - Puchar Bułgarii: 1993
- Lewski Sofia
  - Puchar Bułgarii: 1998

### Jako piłkarz
- CSKA Sofia
  - Puchar Bułgarii: 2011
  - Superpuchar Bułgarii: 2011